# ریچی سمبورا
ریچی سامبورا (به انگلیسی: Richie Sambora) زادهٔ ۱۱ ژوئیه ۱۹۵۹ موسیقی‌دان، نوازندهٔ گیتار، تهیه‌کننده، آهنگساز و خواننده آمریکایی است که بیشتر شهرت او بخاطر فعالیت و گیتار نوازی در گروه راک آمریکایی بون جووی است و بیشتر آن را مدیون صداهایی بود که با حنجره خود تولید میکرد (آهنگ Livin' on a prayer). او در کنار فعالیتش در گروه بون جووی سه آلبوم شخصی هم منتشر کرده. سمبورا در سال ۲۰۱۸ بعنوان یکی از اعضای گروه بون جووی وارد تالار مشاهیر راک اند رول شده‌است.